# Культ личности Сталина

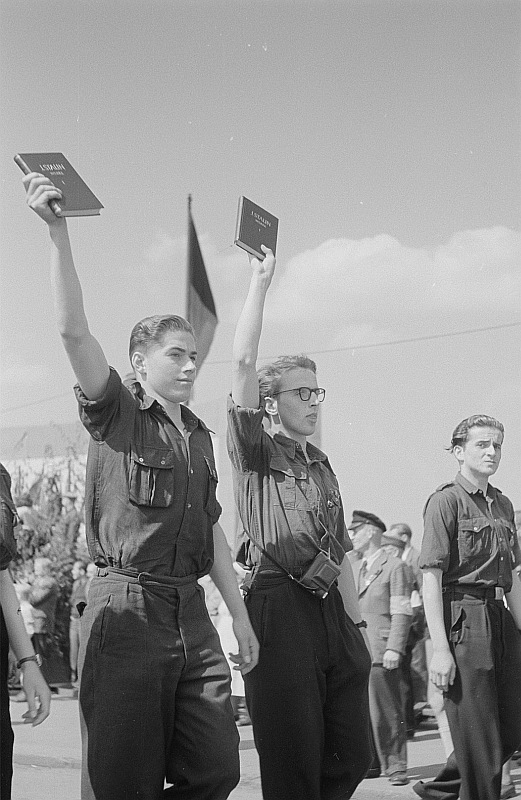
Юноши «Союза свободной немецкой молодёжи» идут с трудами Сталина в вытянутых руках на Первомайском параде в Лейпциге

Культ личности Ста́лина — возвеличивание личности Иосифа Сталина средствами массовой пропаганды, в произведениях культуры и искусства, государственных документах. Культ личности Сталина начался в середине 1930-х годов и продолжался до 1956 года, когда на XX съезде КПСС произошло его официальное развенчание. Период 1956—1961 годов характеризовался всеобщим избавлением от наследия культа личности, символической точкой завершения данного процесса стал вынос тела Сталина из Мавзолея и его захоронение у Кремлёвской стены в ночь на 31 октября 1961 года.
Аналогичные по характеру, но меньшие по масштабу явления наблюдались и в отношении других государственных руководителей этого периода (М. И. Калинина, В. М. Молотова, А. А. Жданова, Л. П. Берия и других), однако сопоставимым с культом Сталина был только культ Владимира Ленина.

## Возникновение культа
На XVI съезде ВКП(б) (1930) сталинской группировке удалось избавиться от «правой оппозиции», возглавляемой Бухариным и Рыковым, преемником Ленина на посту главы Совнаркома, и выступавшей за умеренный подход к коллективизации и индустриализации. Как отмечает американский историк Шейла Фицпатрик, это была последняя из открыто действовавших партийных фракций, и её разгром знаменовал запоздалый ввод в действие ленинского запрета на фракционную деятельность от 1921 г. В дальнейшем всем партийным группировкам оставалось лишь быть мелкими и тайными, все их будут давить в зародыше. По мнению Фицпатрик, именно в это время оформился культ Сталина: все правительственные инициативы теперь приписывались Сталину лично.

## История термина
Уже в первые сто дней после смерти И. В. Сталина произошёл отказ от линии культа, который, однако, не подразумевал сомнений в величии и авторитете Сталина — это произошло чуть позднее.
Выражение «культ личности» впервые употребил председатель Совета Министров СССР Г. М. Маленков вскоре после смерти Сталина. 10 марта 1953 года при обсуждении на закрытом заседании Президиума ЦК КПСС публикации газеты «Правда» по поводу похорон Сталина, в которой некоторые члены Президиума ЦК были названы «верными соратниками», а другие упомянуты без эпитетов, Маленков заявил: «В прошлом у нас были крупные ненормальности, многое шло по линии культа личности. И сейчас надо сразу поправить тенденцию, идущую в этом направлении… Считаем обязательным прекратить политику культа личности! Было бы неправильным, скажем, цитировать выступление (на траурном митинге) одного. Мы не можем цитировать одного, потому что это, во-первых, незаслуженно, а во-вторых, неправильно с точки зрения культа личности. Считаем обязательно прекратить политику культа личности. Цитаты (только) одного человека нельзя публиковать».
Вскоре Маленков предложил созвать в апреле 1953 года внеочередной пленум ЦК КПСС для обсуждения этой темы. Внося это предложение на обсуждение, он заранее подготовил тезисы доклада, а также постановления ЦК по данному вопросу. Историк А. П. Куропаткин считает, что в документах Маленкова главный акцент был сделан не на обсуждении личных качеств покойного, а на необходимости сохранения и укрепления «коллективного руководства». Ю. Н. Жуков полагает, что изначально речь пошла об осуждении именно культа, что вызвало двоякую реакцию членов Президиума ЦК. К сторонникам Маленкова он относит М. Г. Первухина, М. З. Сабурова, П. Н. Поспелова и Н. Н. Шаталина, а к противникам — «тяжеловесов» партии В. М. Молотова, К. Е. Ворошилова, Н. А. Булганина, Л. М. Кагановича, А. И. Микояна, а также в тот момент и Н. С. Хрущёва и М. А. Суслова. Поскольку вторые в тот момент были в большинстве, «мягкая десталинизация» была отвергнута, и предлагавшийся Маленковым пленум так и не состоялся, хотя имя Сталина практически сразу исчезло со страниц газет и журналов.
Термин получил широкое распространение после появления в 1956 году в докладе Н. С. Хрущёва «О культе личности и его последствиях» и в постановлении ЦК КПСС «О преодолении культа личности и его последствий».

## Причины возникновения
Марксизм-ленинизм, идеологическая основа Советской власти, исходя из марксистского положения о равенстве, теоретически отвергает вождизм, ограничивая «роль личности в истории». В то же время некоторые учёные считают вождизм естественным следствием практического социализма. Например, русский философ Н. А. Бердяев считал, что «Ленинизм есть вождизм нового типа, он выдвигает вождя масс, наделённого диктаторской властью». После Октябрьской революции 1917 года в Советской России и СССР стали использоваться во множественном и единственном числе титулы «вожди революции» и просто «вожди» применительно к В. И. Ленину и Л. Д. Троцкому.
Возникновение культа личности И. В. Сталина связывают как с направленной деятельностью высшего руководства ВКП(б) и самого И. В. Сталина, так и с историческими и культурными особенностями развития государства в тот период.
Так, по мнению политолога А. А. Кара-Мурзы, культ личности был создан самим И. В. Сталиным, который занимался этим как приоритетной темой все годы своего правления, вплоть до марта 1953 года. Идея культа заключалась в том, чтобы весь советский народ всем оказывался обязан партии, государству и своему вождю. Одним из аспектов этой системы являлась необходимость выражения благодарности И. В. Сталину, например, за социальные услуги и вообще за всё, что есть у граждан. Профессор русской истории университета Джонса Хопкинса Джеффри Брукс отмечает, что известная фраза «Спасибо товарищу Сталину за наше счастливое детство!» подчёркивала, что у детей счастливое детство потому лишь, что его обеспечил им И. В. Сталин.

В учебнике для юридических вузов и факультетов «Теория государства и права», изданном авторским коллективом под редакцией профессора С. С. Алексеева, об одной из причин культа личности Сталина говорится следующее:

Российская многовековая традиция патернализма нашла воплощение в мелкобуржуазном вождизме, характерном для многомиллионной крестьянской страны. Психология вождизма, бюрократическое обожествление авторитета и послужили питательной средой культу личности Сталина. К началу 30-х годов тоталитарный режим стал суровой политической реальностью.

Среди лиц, положительно оценивающих правление И. В. Сталина (часть коммунистов, этатистов и др.), бытует мнение, что культ был вызван личностными чертами Сталина и успехами, связанными с его правлением. Так, после «разоблачения культа личности» получила известность фраза, приписываемая обыкновенно М. А. Шолохову (но также и другим персонам): «Да, был культ… Но была и личность!».

## Проявления

### Титулы
Сталина при жизни практически никогда не называли «генеральным секретарём» (подробнее см. Дело Рютина), вместо этого употреблялись разнообразные возвеличивающие эпитеты, что им весьма приветствовалось. После обретения И. В. Сталиным всей полноты власти применительно к нему часто использовались и были почти обязательны в официальных публицистике и риторике титулы:
- «Отец народов»
- «Отец, учитель и друг»
- «Великий вождь»
- «Великий вождь и учитель»
- «Величайший корифей мировой науки»
- «Величайший учёный всех времён»
- «Величайший полководец всех времён и народов»
- «Гениальный учёный»
- «Лучший друг (учёных, писателей, физкультурников и др.)»
- «Мудрейший вождь»
- «Солнцеликий»

и т. п.

### Вождизм
В сталинский период советская пропаганда создала вокруг И. В. Сталина ореол непогрешимого вождя.
И. В. Сталин был единственным Генералиссимусом Советского Союза.
Ввиду объявления И. В. Сталина теоретиком марксизма-ленинизма его имя упоминалось и его портретный образ помещался в одном ряду с К. Марксом, Ф. Энгельсом и В. И. Лениным, а также, подобно «марксизму-ленинизму», иногда использовался термин «сталинизм», десятилетия спустя ставший понятием-определением созданного им политического режима с отрицательной оценкой-осмыслением.

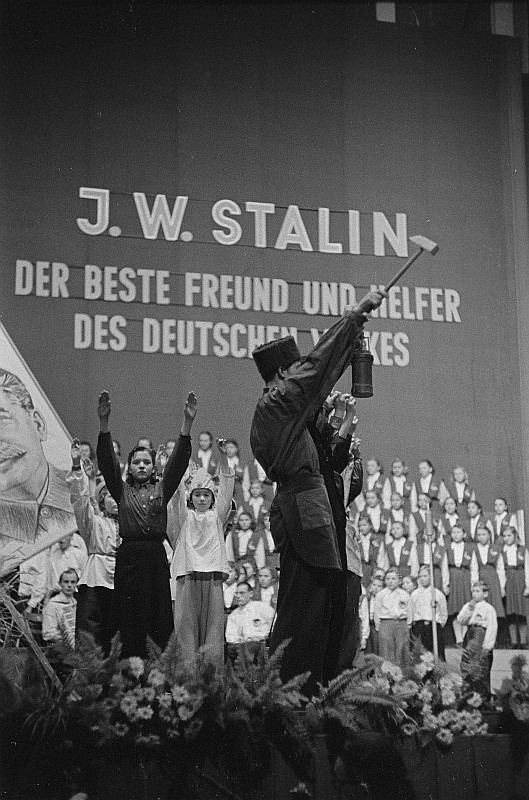
Восточногерманские пионеры характерным жестом салютуют портрету Сталина. Над ними надпись: «Сталин — лучший друг и помощник немецкого народа»

### Наименование объектов
Именем И. В. Сталина (а также его ближайших соратников) были названы многочисленные географические, народно-хозяйственные, технические, военные, транспортные, культурные и прочие объекты, предметы, награды.

#### Города
В честь Иосифа Сталина были названы следующие советские города:
- Сталин (1924—1929) и Сталино (1929—1961), до 1924 года — Юзовка, с 1961 года — Донецк; по разным версиям название дано в честь Сталина или в честь стали, при этом в дальнейшем в массовом сознании обрело устойчивую связь исключительно с именем Сталина[14];
- Сталинград (1925—1961), до 1925 года — Царицын, с 1961 года — Волгоград;
- Сталинабад (1929—1961), до 1929 года — Дюшамбе, с 1961 года — Душанбе;
- Сталинск (1932—1961), до 1932 и с 1961 года — Новокузнецк;
- Сталиногорск (1933—1961), до 1933 года — Бобрики, с 1961 года — Новомосковск;
- Сталинири (Сталинир) (1934—1961), до 1934 и с 1961 года — Цхинвали (Цхинвал).

В 1937—1938 годах выдвигались предложения переименовать Москву в Сталинодар.
В 1950-е годы города, названные в честь И. В. Сталина, имелись во всех странах СЭВ и Варшавского договора (на тот момент), кроме Чехословакии:
- Народная Республика Болгария — Варна (Сталин, 1949—1956)
- Румынская Народная Республика — Брашов (Орашул-Сталин, 1950—1960)
- Народная Республика Албания — Кучова (Сталин, 1950—1990)
- Венгерская Народная Республика — Дунауйварош (Сталинварош, 1952—1961)
- Польская Народная Республика — Катовице (Сталиногруд, 1953—1956)
- Германская Демократическая Республика — Айзенхюттенштадт (Сталинштадт, 1953—1961)

В ГДР и ВНР города построены практически с нуля и должны были стать «новыми социалистическими городами».

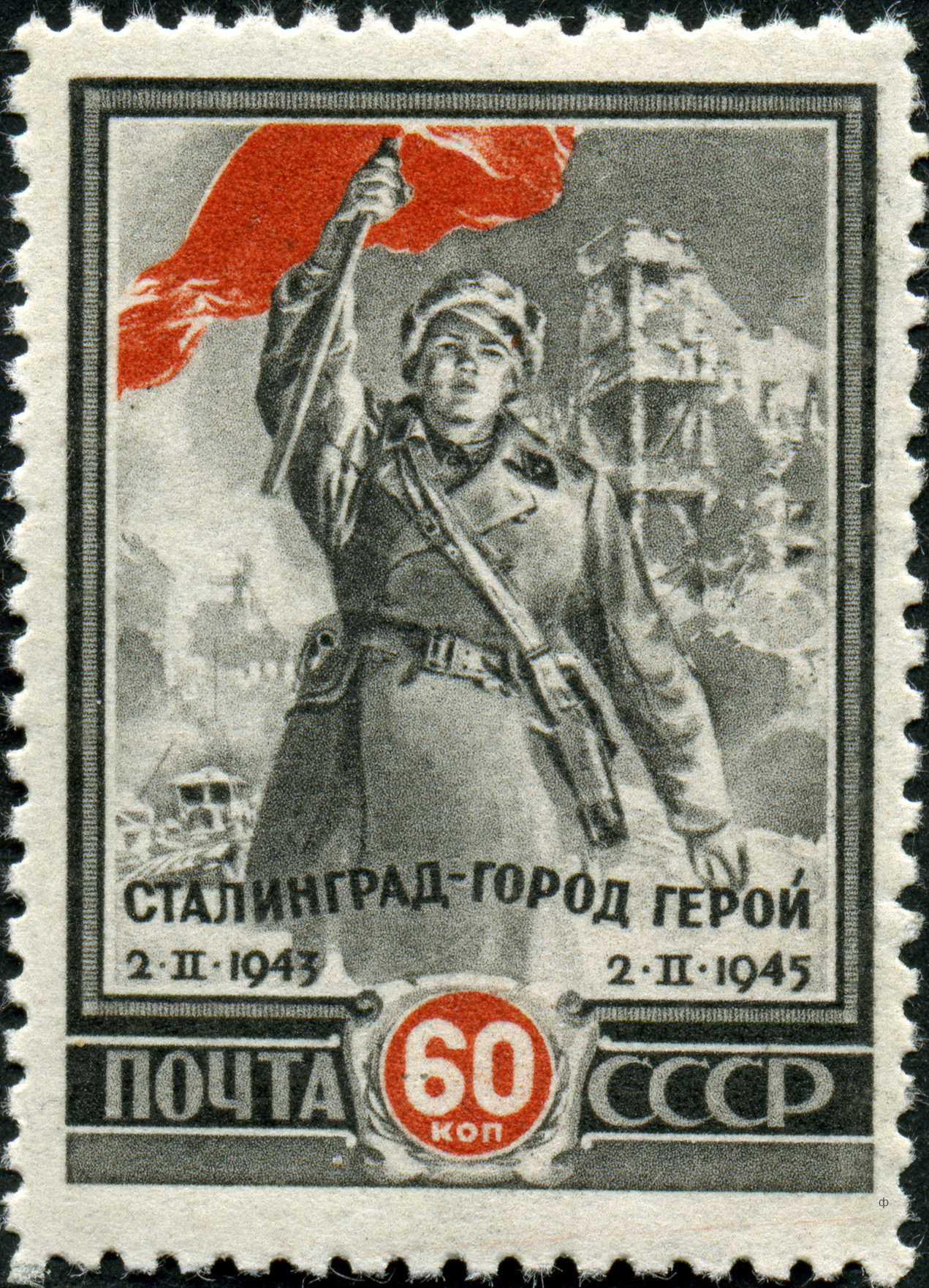
Почта СССР, 1945 г. Сталинград.
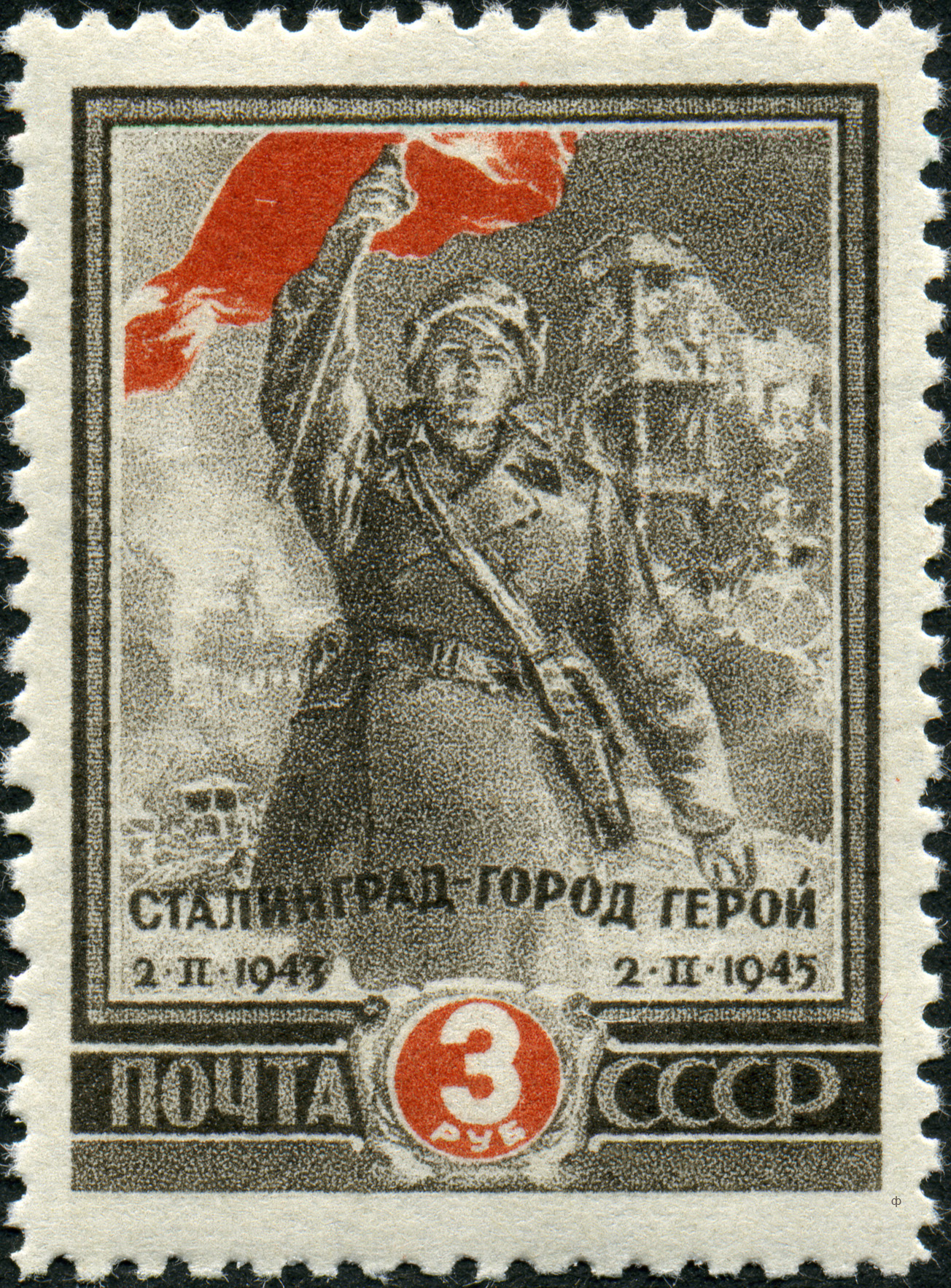
Почта СССР, 1945 г. Сталинград.
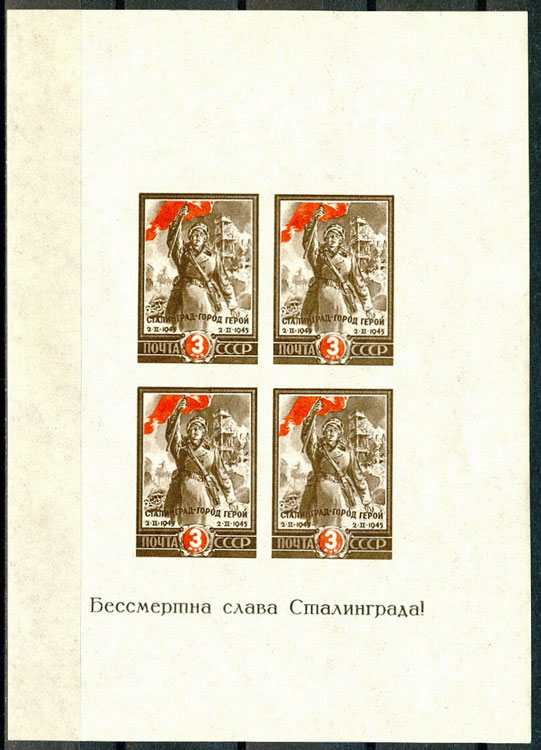
Почтовый блок.1947 г. Сталинград.
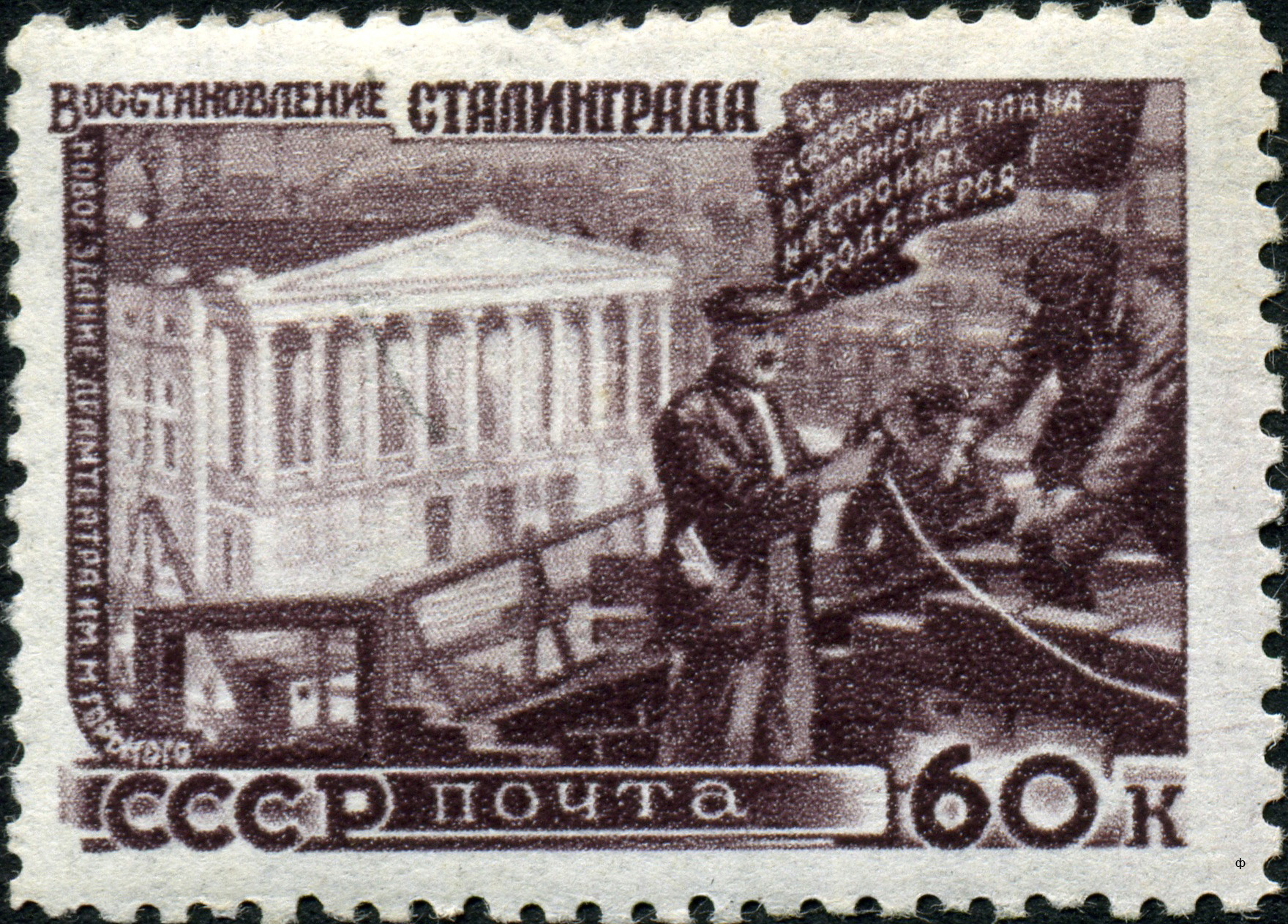
Почта СССР, 1947 г. Восстановление Сталинграда.
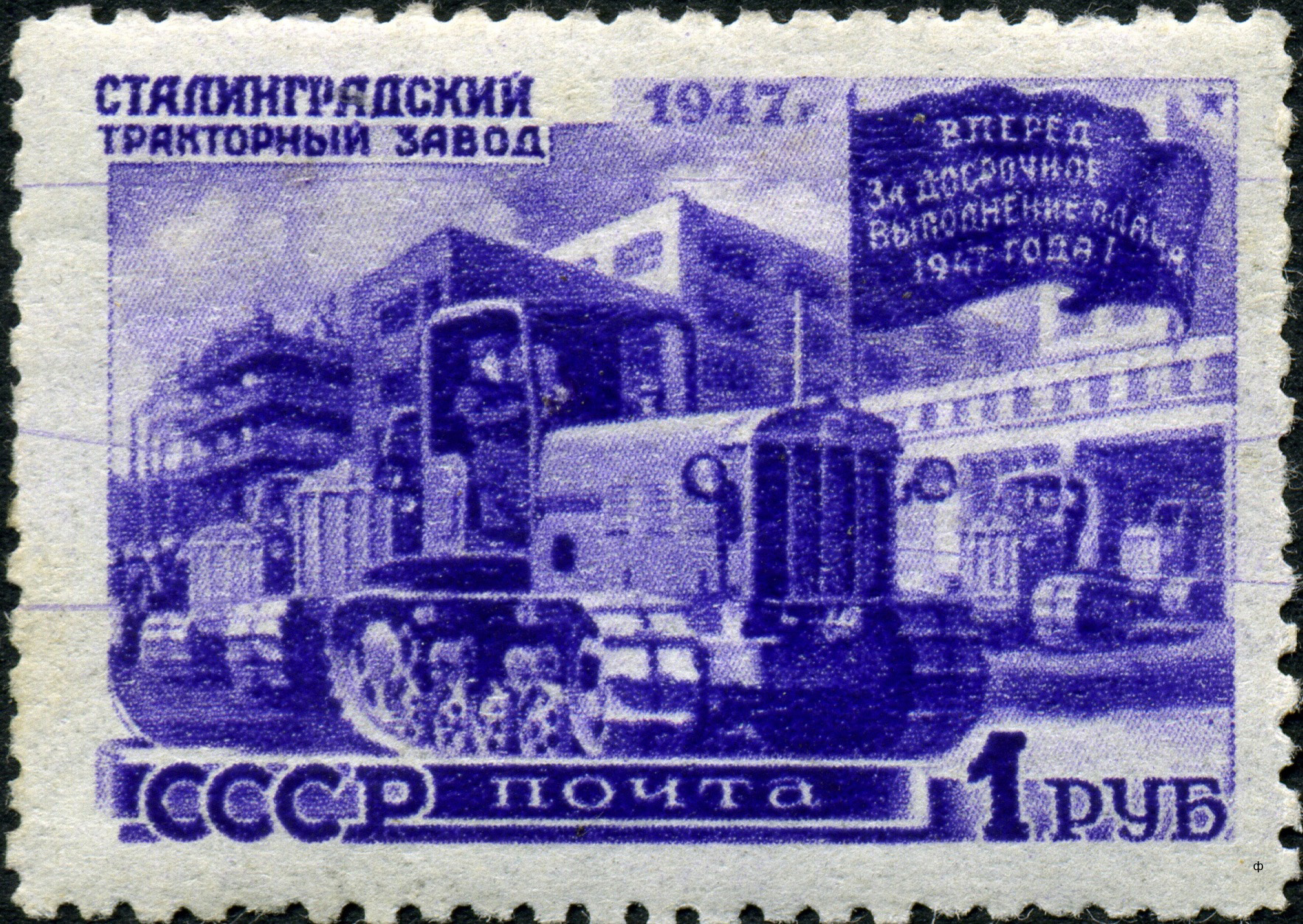
Почта СССР, 1947 г. Сталинградский ТЗ.
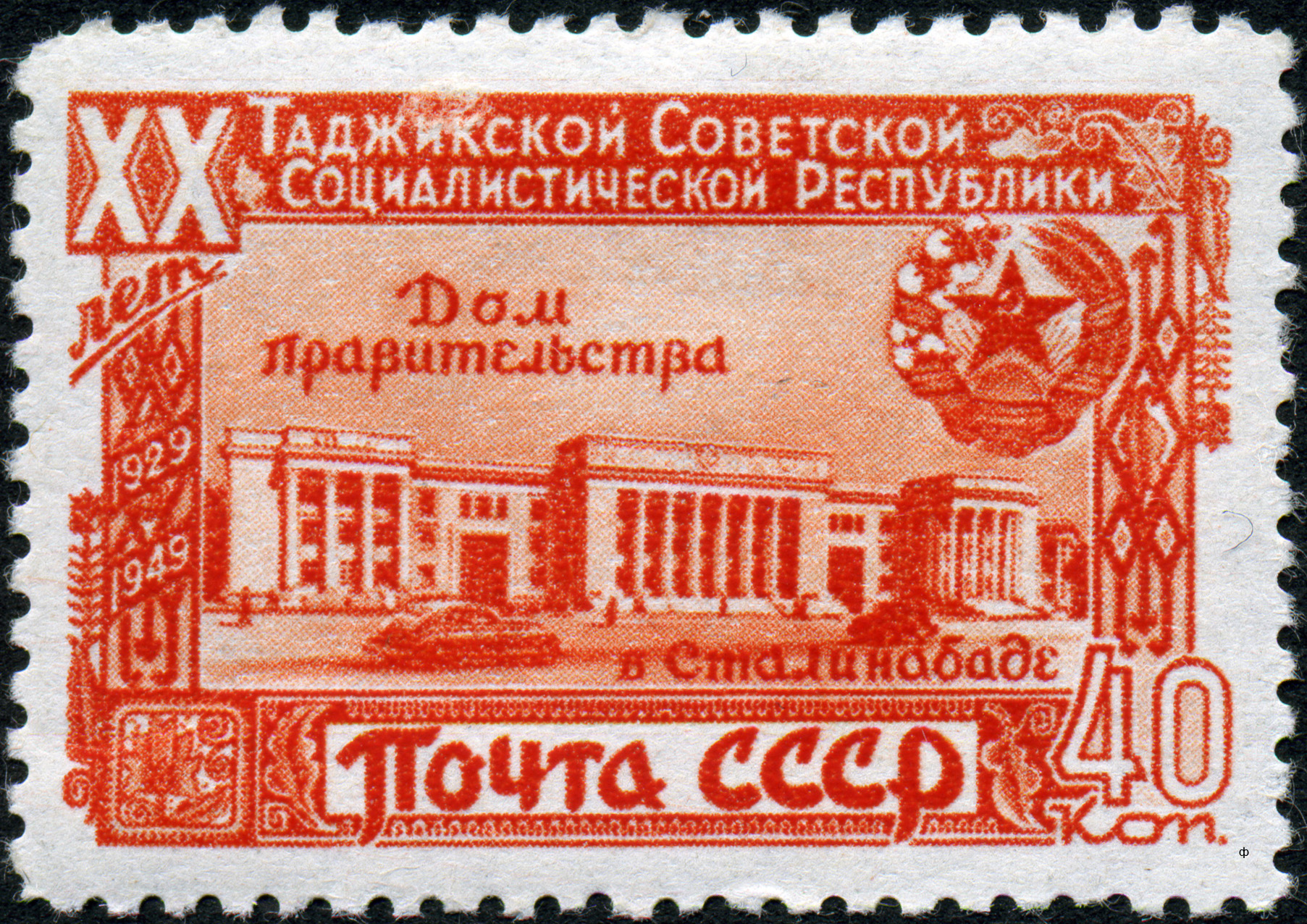
Почта СССР, 1949 г. Сталинабад.
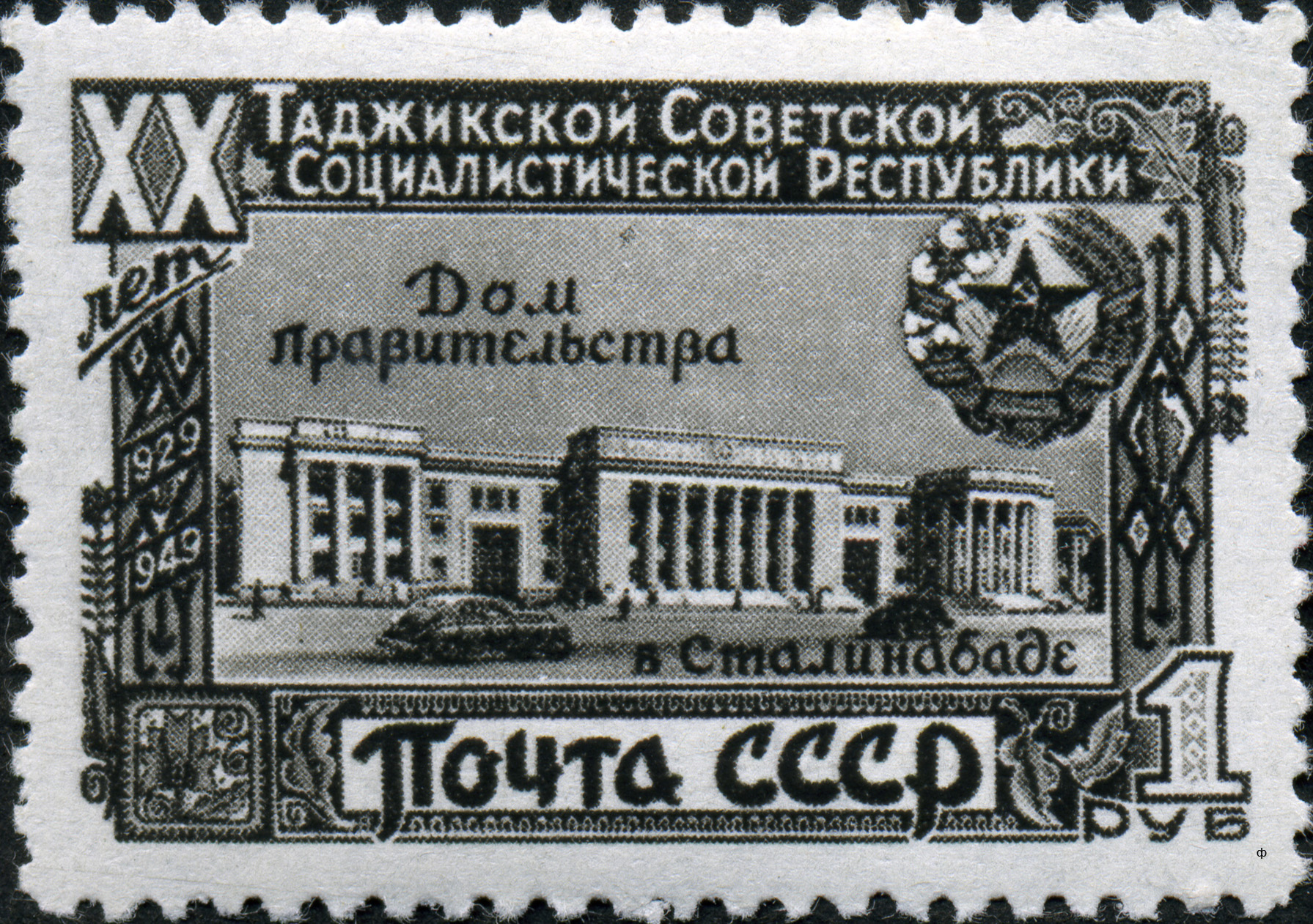
Почта СССР, 1949 г. Сталинабад.
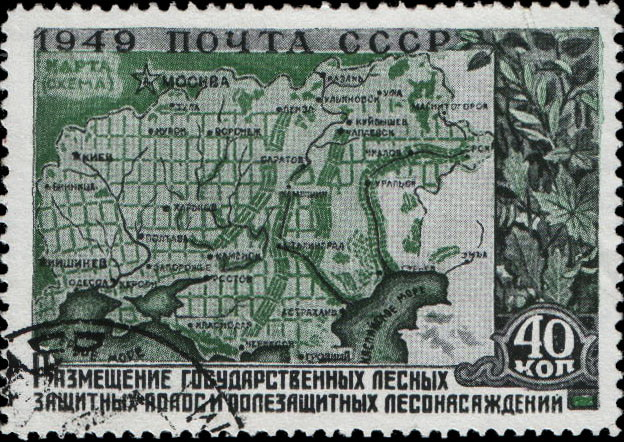
Почта СССР, 1949 г. Сталинград.
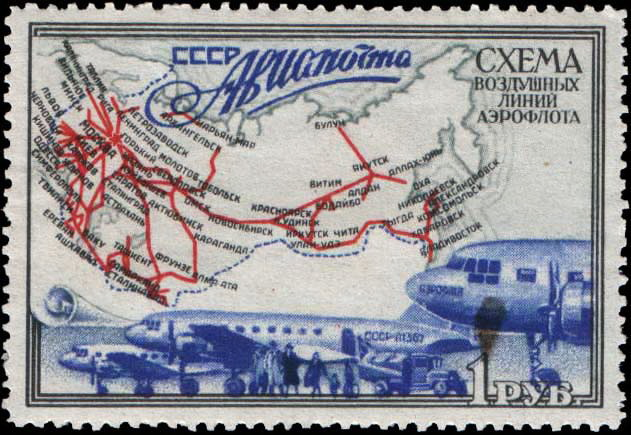
Почтовая марка СССР, 1949 г. Схема воздушных линий "Аэрофлота". Отмечены города Сталинград и Сталинабад.
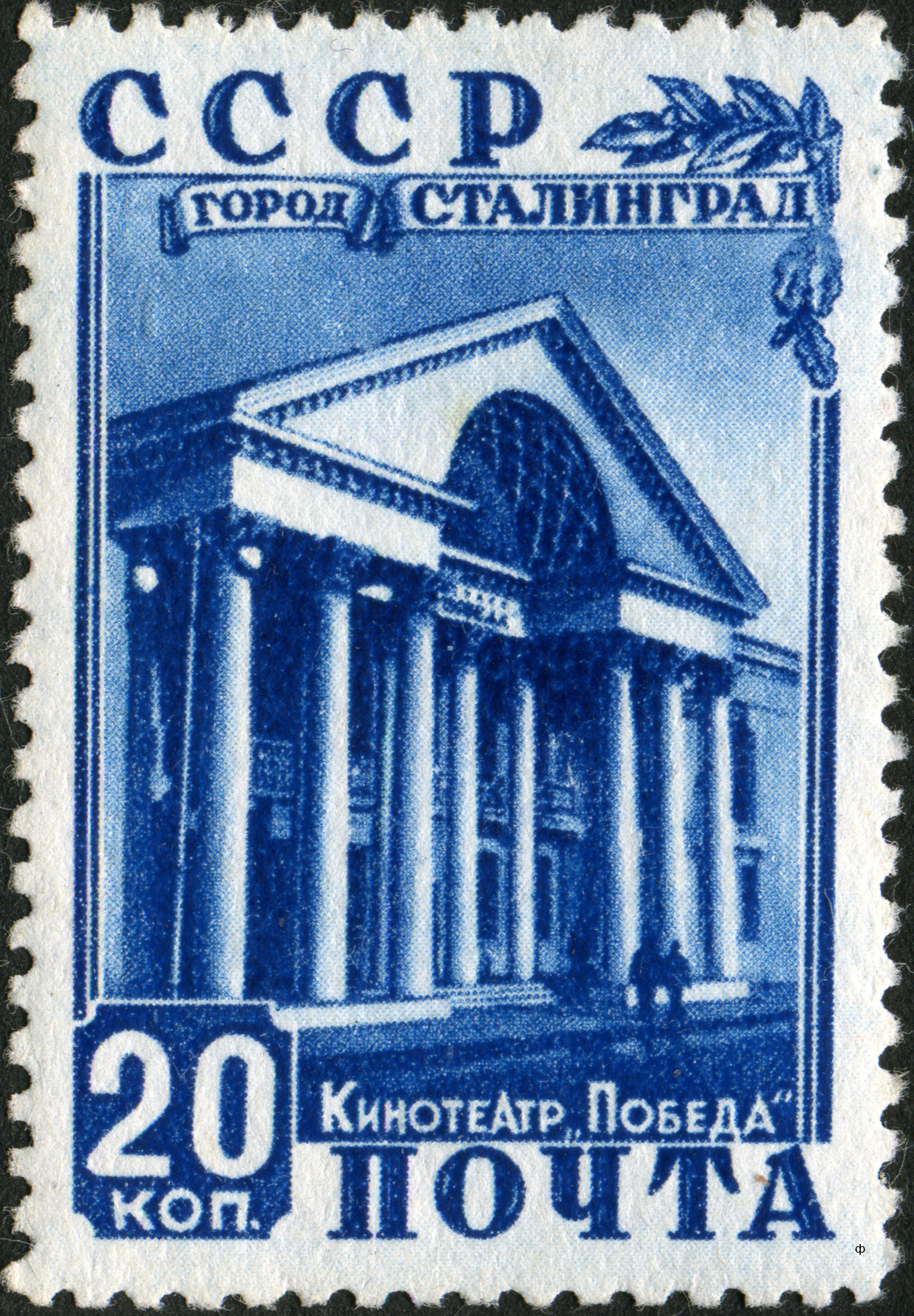
Почта СССР, 1950 г. Сталинград.
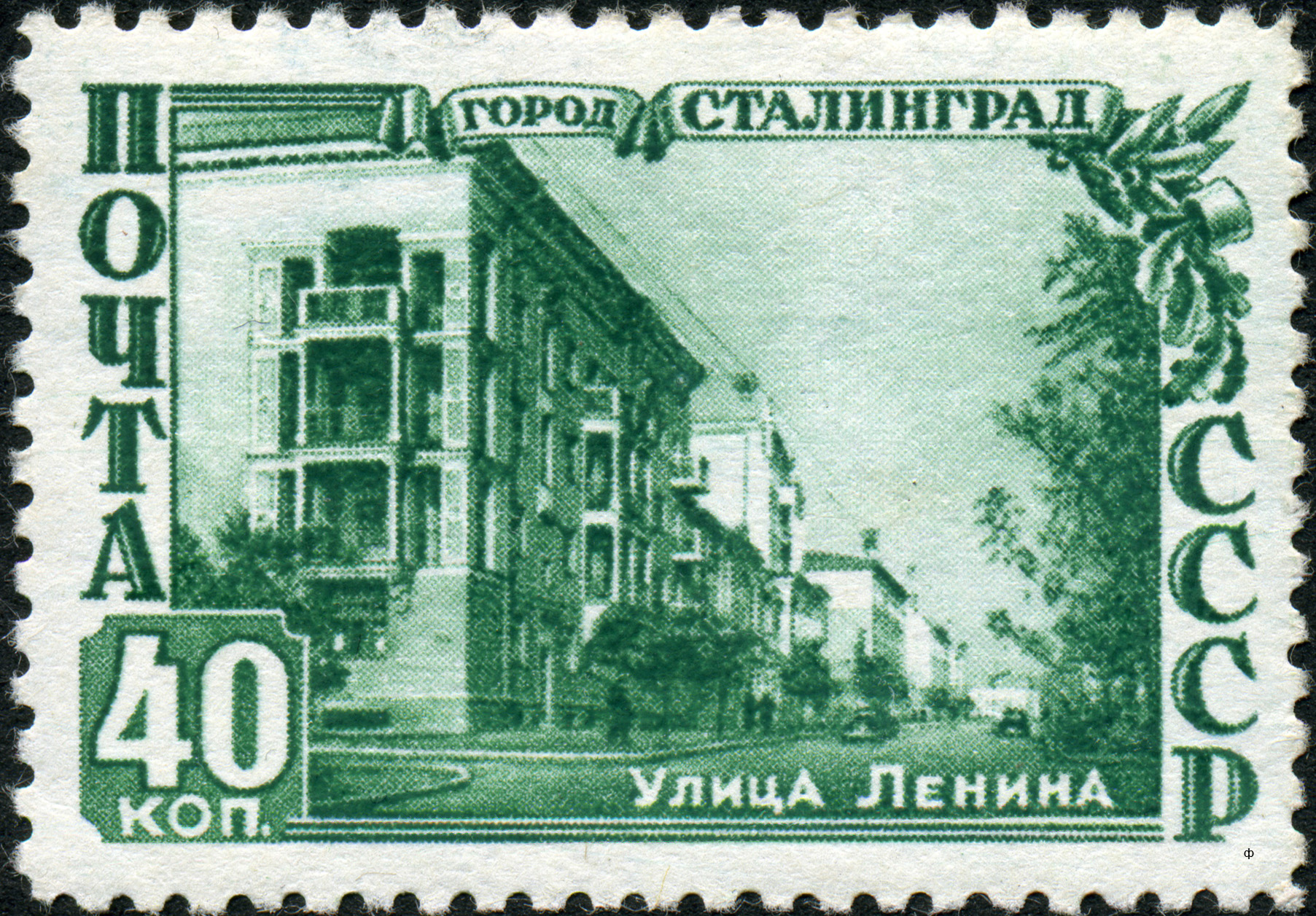
Почта СССР, 1950 г. Сталинград.
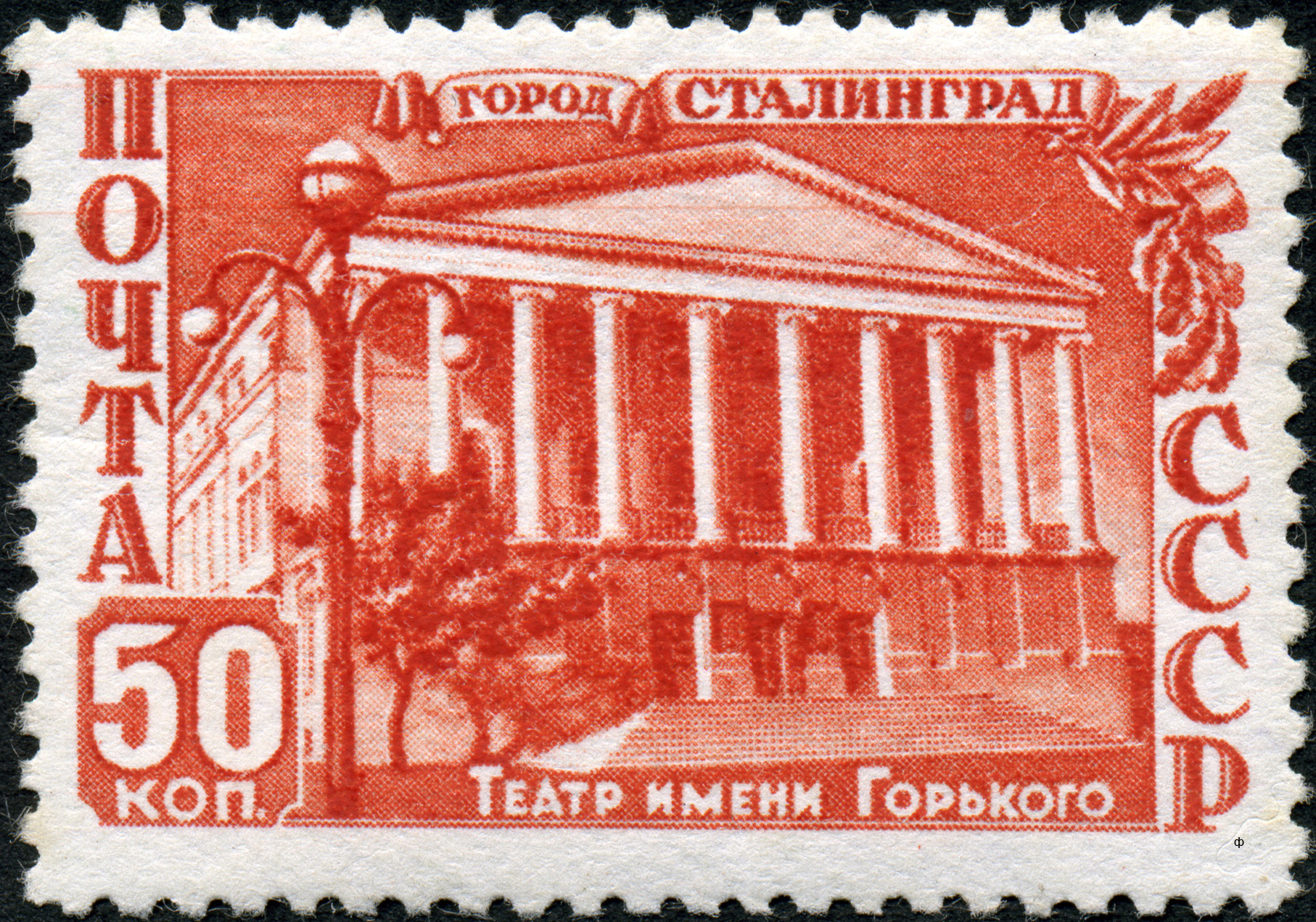
Почта СССР, 1950 г. Сталинград.
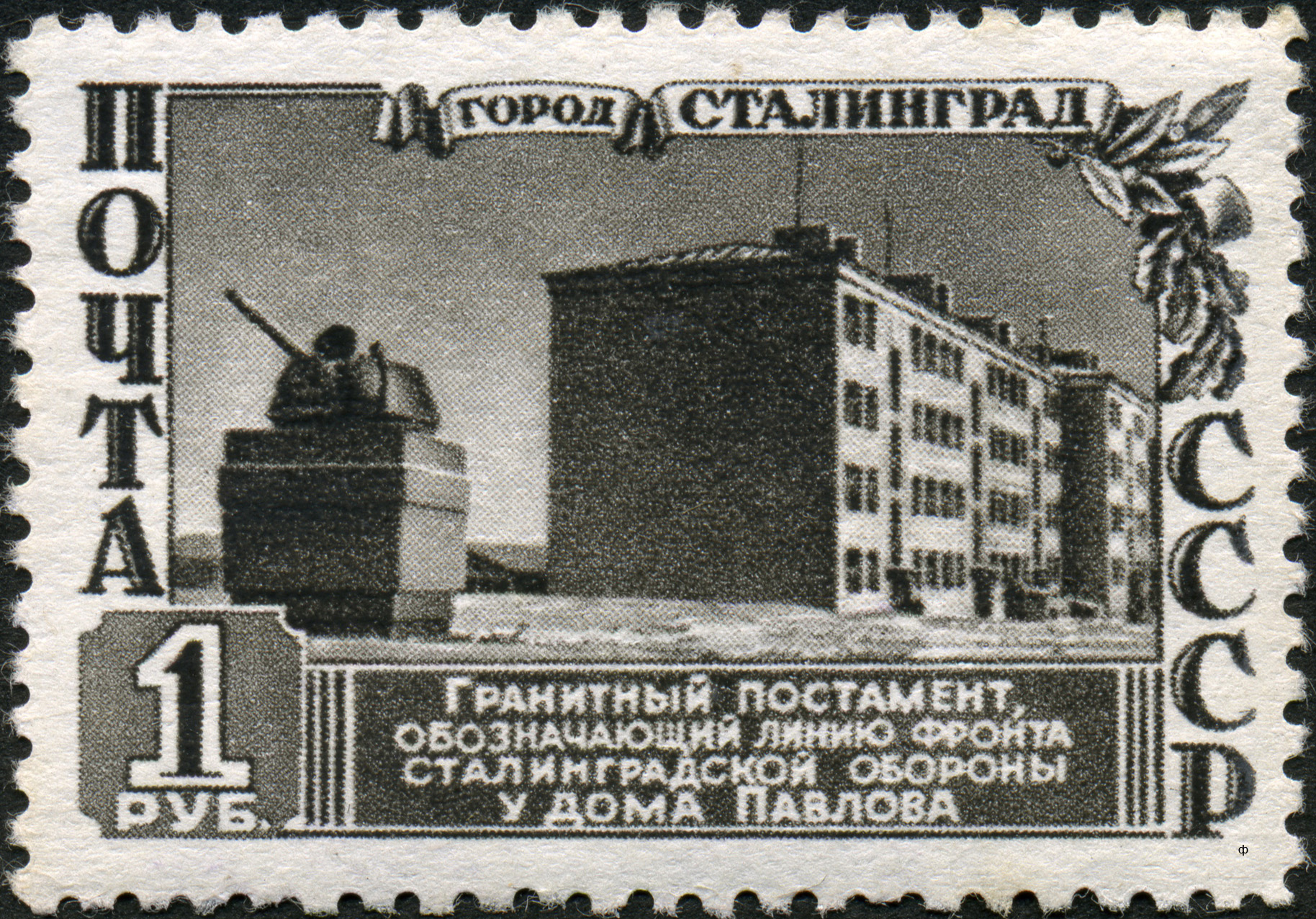
Почта СССР, 1950 г. Сталинград.
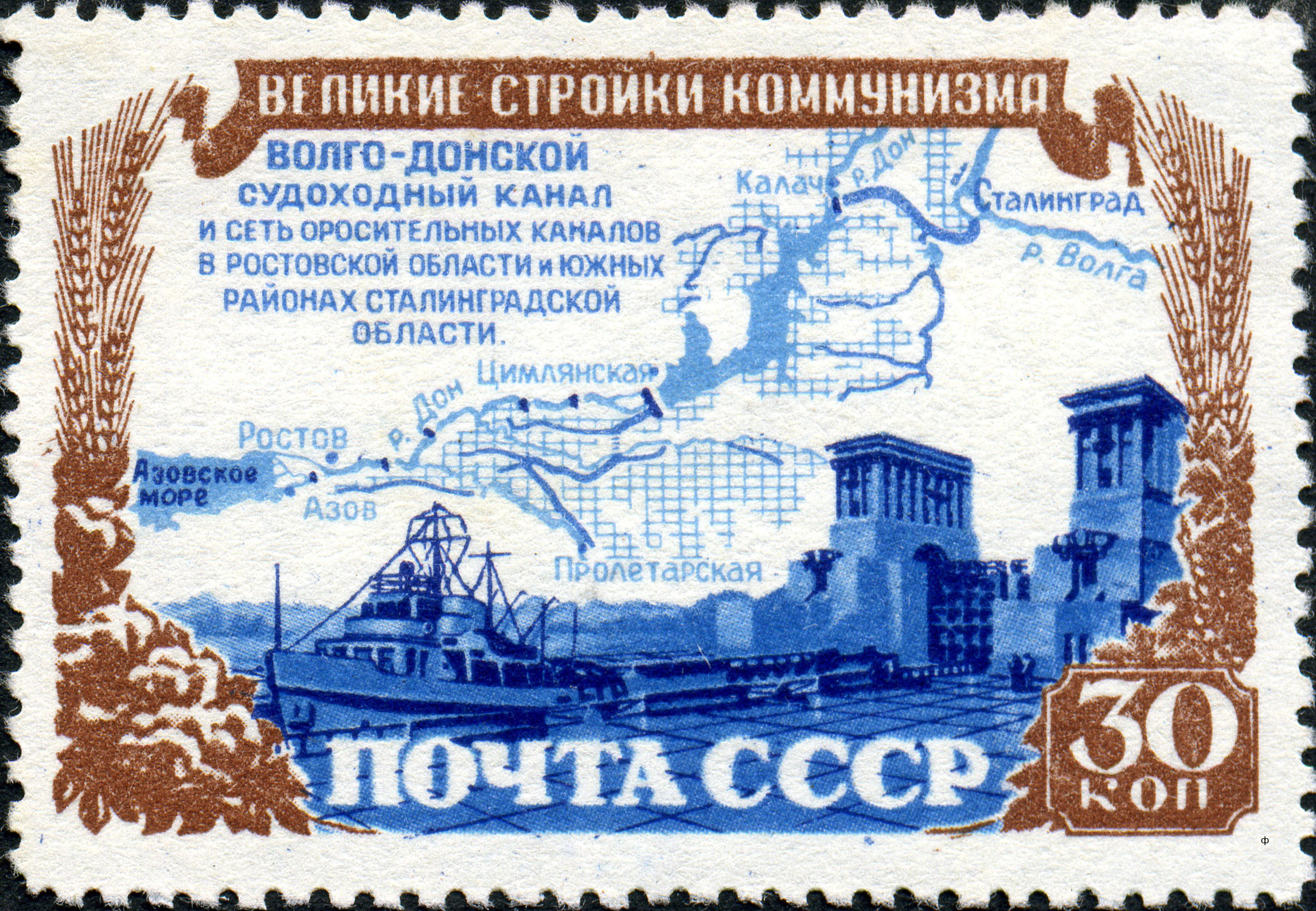
Стройки коммунизма. "Волго-Донской канал". 1951 г. Сталинградская область, Сталинград.

#### Сельские населённые пункты
- Сталинешты (Черновицкая область, УССР);
- Сталинчиляр (с азерб. — «Сталинцы», Дагестанская АССР, РСФСР);
- Сталино (Тверская область Россия), деревня, не переименована до сих пор. Ранее носила название Дрочилово (Дрочилова)[15][16].

#### Прочие объекты
Названия, связанные с И. В. Сталиным, были присвоены высочайшим вершинам СССР (Пик Коммунизма), Болгарии (Мусала), Словакии и всех Карпат (Герлаховски-Штит), а также расположенной на территории Канады горе Маунт-Пек.
Имя И. В. Сталина носили станции метро «Семёновская» и «Измайловский парк» в Москве, Беломорско-Балтийский канал, Завод имени Лихачёва, ряд вузов, в том числе Тбилисский государственный университет, Московский институт стали и сплавов (Национальный исследовательский технологический университет «МИСиС»), Московский государственный горный университет, Московский государственный технологический университет «Станкин», Белорусский национальный технический университет и др.

В честь И. В. Сталина были названы серии танков, паровозов и бронепоезд.

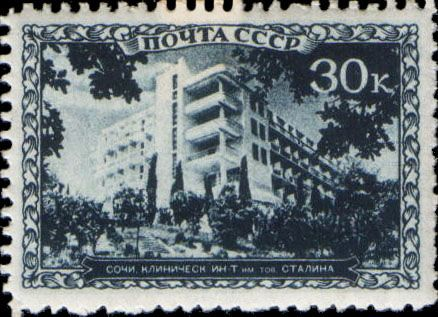
Почта СССР, 1939 г. Сочи. Клинический институт им. Сталина.
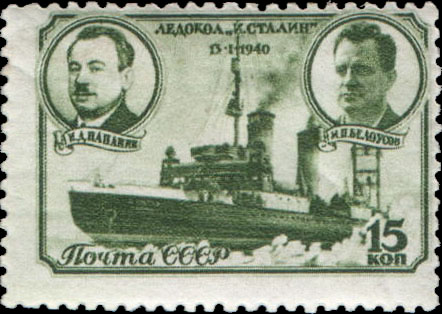
Почтовая марка СССР, 1940 г. Ледокол «И. Сталин».
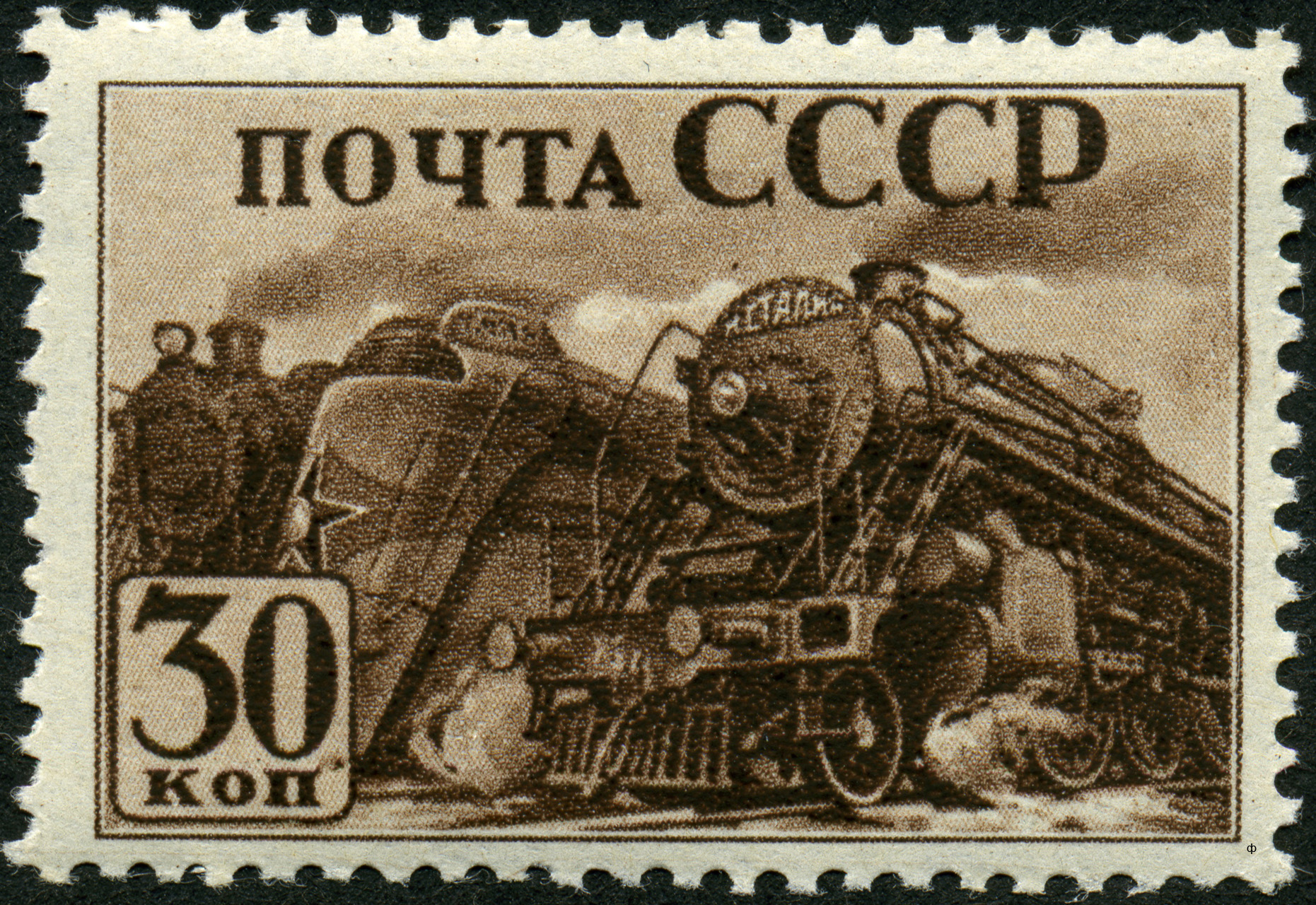
Марка СССР, 1941 г. Паровоз И. Сталин.
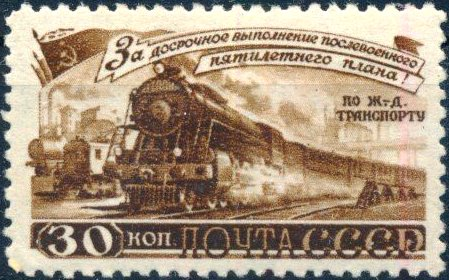
Почта СССР, 1947 г. Паровоз И. Сталин.
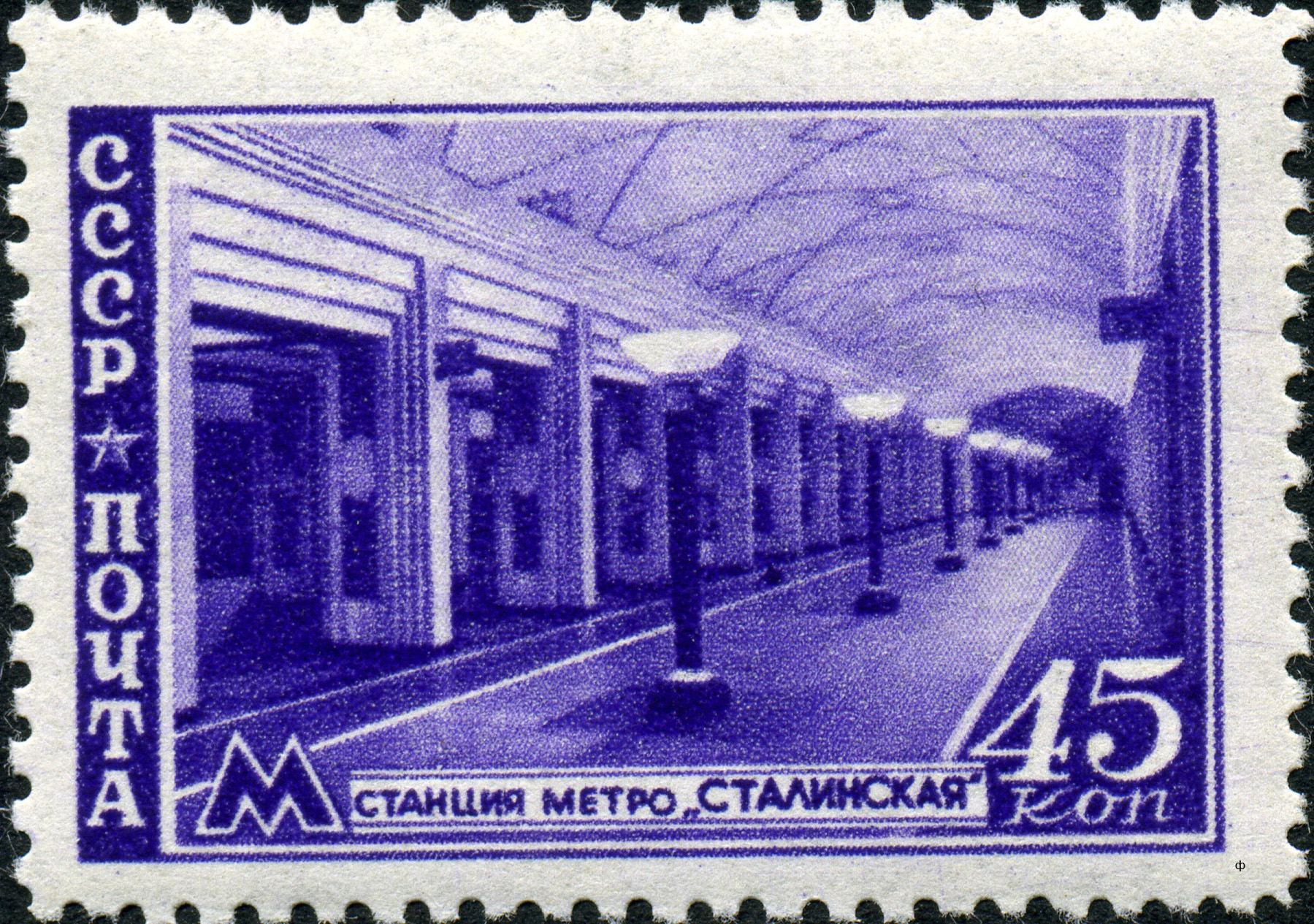
Почта СССР, 1947 г. Станция метро "Сталинская".
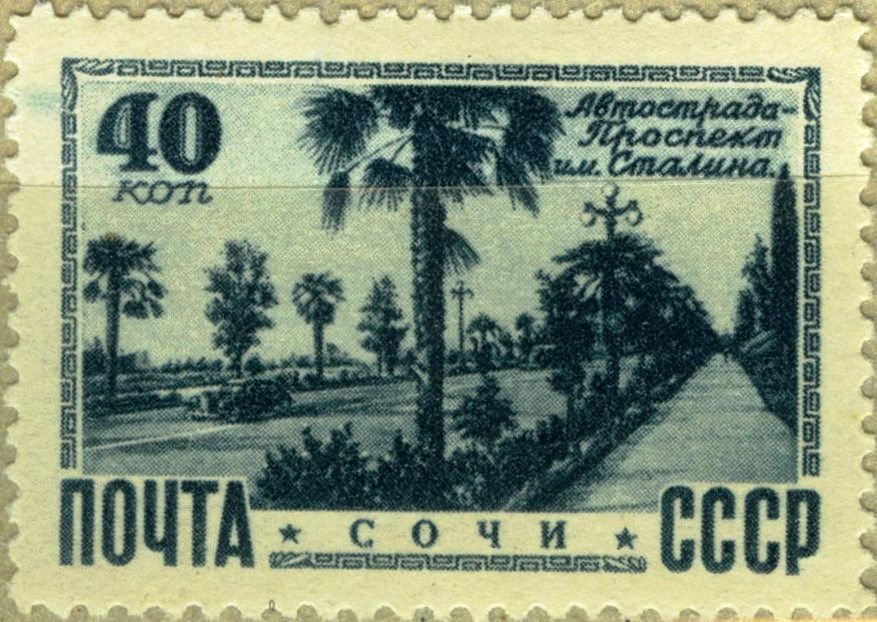
Почта СССР, 1949 г. Сочи. Проспект им. Сталина.
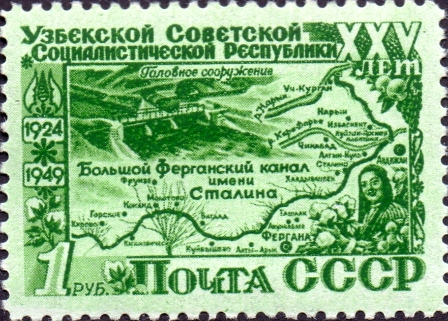
Почта СССР, 1950 г. 25 лет Уз.ССР.  Большой Ферганский канал им. Сталина. Отмечен г. Сталино.
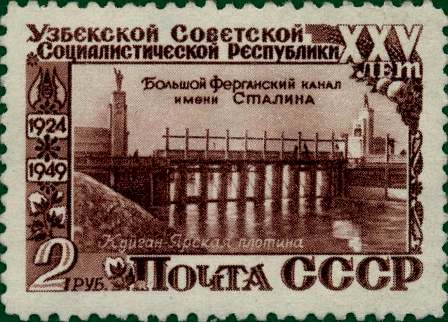
Почта СССР, 1950 г. 25 лет Уз.ССР.  Большой Ферганский канал им. Сталина.
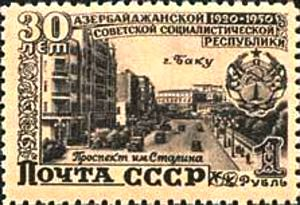
Почта СССР, 1950 г. п-т им. Сталина.
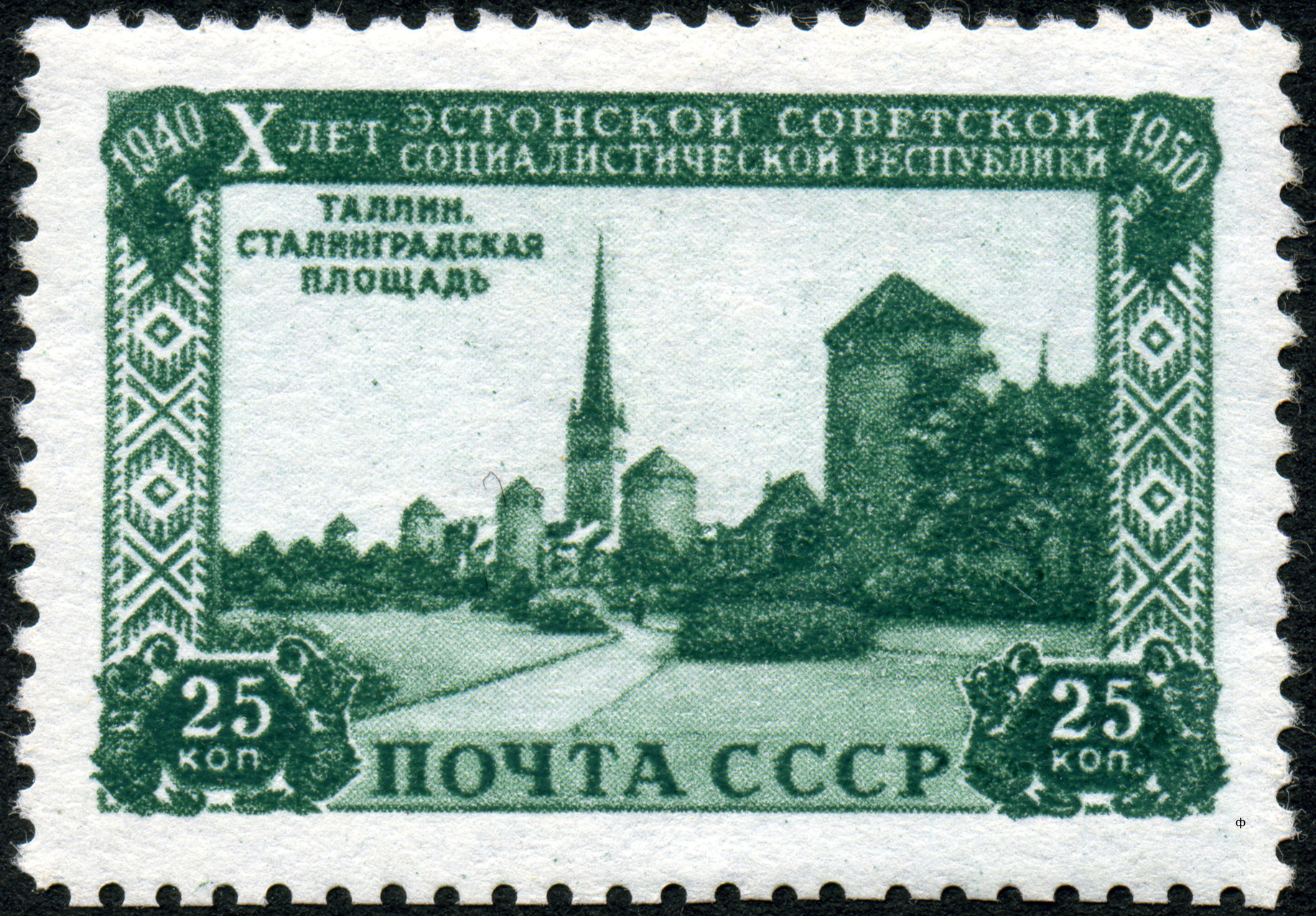
Почта СССР, 1950 г. Таллин, Сталинградская площадь.
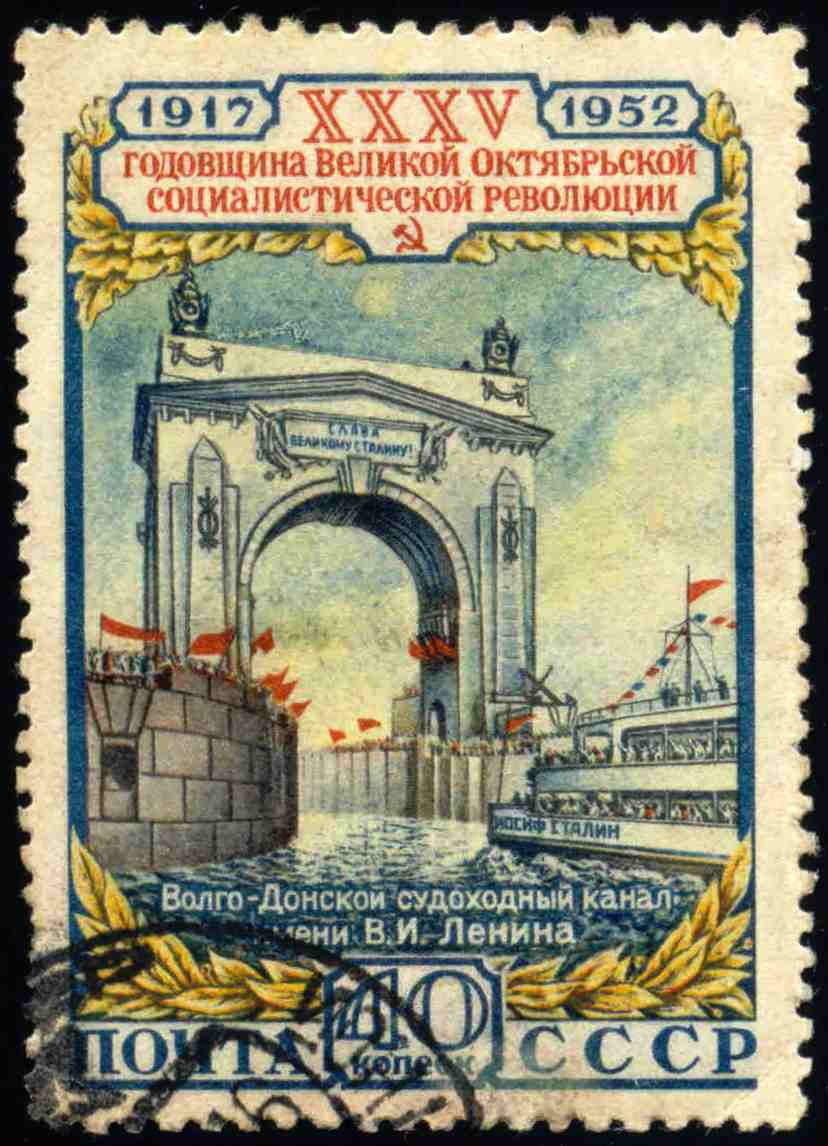
Почта СССР, 1952 г., посвящённая 35-й годовщине Октября, теплоход "Иосиф Сталин".
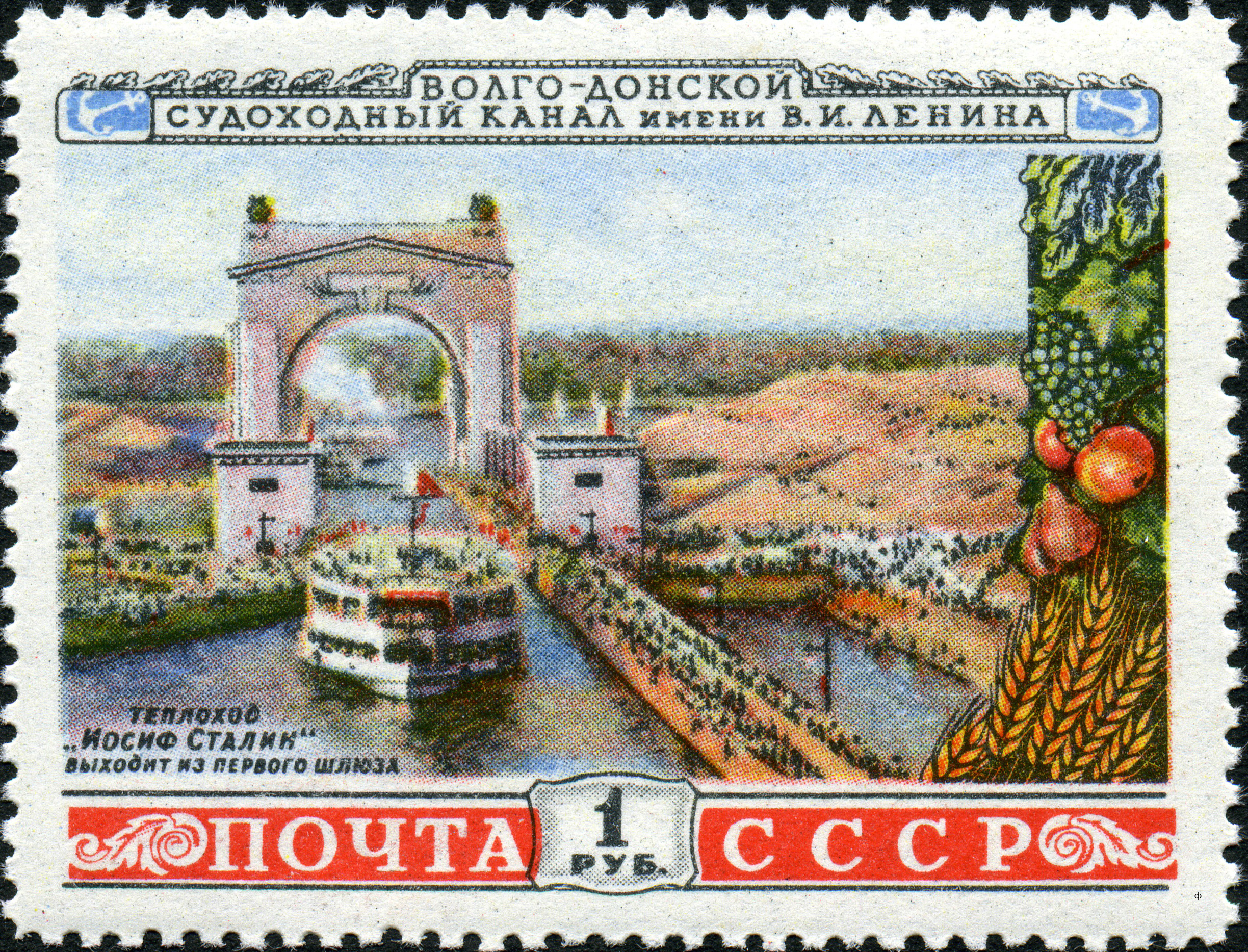
Почта СССР, 1953 г. теплоход "Иосиф Сталин".
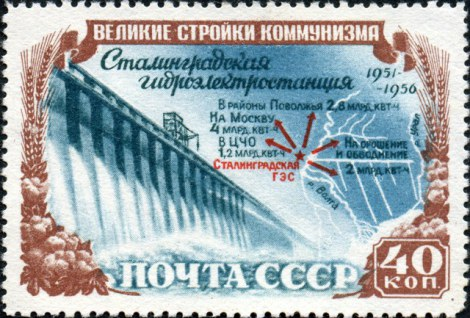
Марка СССР, 1956 г. Великие стройки коммунизма. Сталинградская ГЭС.

#### Литература

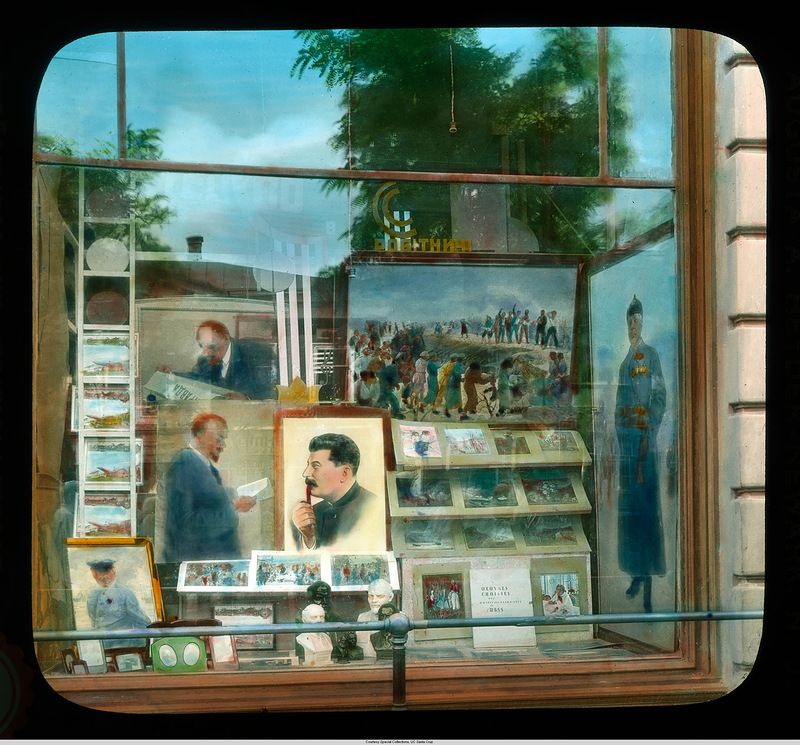
Витрина книжного магазина в Одессе в 1931 году

### Сталиниана

### Мифологизация картины истории
Главную роль в искажении и создании мифологической картины советской истории сыграл созданный частью лично И. В. Сталиным, частью под его редакцией «Краткий курс истории ВКП(б)».
К концу сталинского периода из истории революции и Гражданской войны исчезли многие деятели, игравшие видные роли в этих событиях. Их действия были приписаны И. В. Сталину и узкому кругу его соратников, зачастую игравших в реальности второстепенные и третьестепенные роли, и нескольким видным большевикам, умершим до начала большого террора: Я. М. Свердлову, Ф. Э. Дзержинскому, М. В. Фрунзе, С. М. Кирову и другим.
Партия большевиков представлялась единственной революционной силой; революционная роль остальных партий отрицалась. Отдельным лидерам революции приписывались предательские и контрреволюционные действия.
В официальной историографии Великой Отечественной войны для описания крупнейших наступательных операций Красной Армии, приведших к разгрому Третьего Рейха, использовался термин «Десять Сталинских ударов».
Также при И. В. Сталине, особенно в последнее десятилетие его правления, произошло изменение отношения к дореволюционной истории России, в частности, к правлению Ивана Грозного и Петра Первого, что было связано с акцентированием внимания на роли государства и сильного правителя.

## Культ личности И. В. Сталина вне СССР
Культ личности И. В. Сталина был также распространён в большинстве социалистических стран мира. После XX съезда КПСС сталинистская направленность государственной политики и связанный с ней культ личности И. В. Сталина сохранились в Албании (до 1990 года), КНР и КНДР, а также во Вьетнаме.
В настоящее время на официальном уровне отдельные проявления культа существуют в КНР, где есть ряд памятных изображений И. В. Сталина и выпускаются сувениры с его изображением, а также в КНДР и Вьетнаме. К наследию И. В. Сталина обращаются отдельные партии коммунистической направленности по всему миру.

## Культ личности Сталина в Российской Федерации

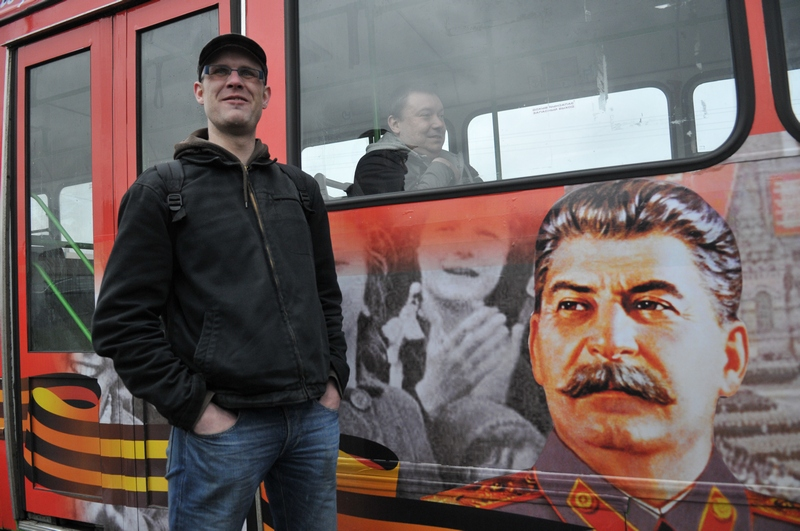
«Сталинобус» в Петербурге

Имя Сталина носит ряд улиц в разных городах Российской Федерации. Кроме того, в постсоветской России появились музеи, посвящённые Сталину, были установлены его бюсты.
По состоянию на 2016 год, скульптурные изображения Сталина стояли в следующих городах России:
- Бюст в музее-заповеднике «Линия Сталина» (Псковская область). Установлен 22 февраля 2016 года;
- Ростовая скульптура Шелангер (Марий Эл).

Музеи о деятельности Сталина в России (по состоянию на 2016 год) существовали в следующих населенных пунктах:
- Музей-изба «Калининский фронт. Август 1943 года» в деревне Хорошево (Тверская область). Открыт в июле 2015 года;
- «Сталин-центр» в Пензе открыт в декабре 2015 года;
- Частный музей в Махачкале;
- Частный музей в Нальчике.

На 2016 год в Дагестане имя Сталина носили 6 улиц и 1 проспект (в Дагестанских огнях с 2002 года), в Северной Осетии имя Сталина носили 15 улиц. На станции Московского метрополитена «Курская» в 2009 году была восстановлена надпись: «Нас вырастил Сталин на верность народу, на труд и на подвиги нас вдохновил» (надпись была на месте по состоянию на 2016 год). В мае 2025 года на станции «Таганская» московского метрополитена открыли горельеф со Сталиным, где до 1950-х годов имелся подобный горельеф, это событие стало предметом бурных обсуждений в обществе.

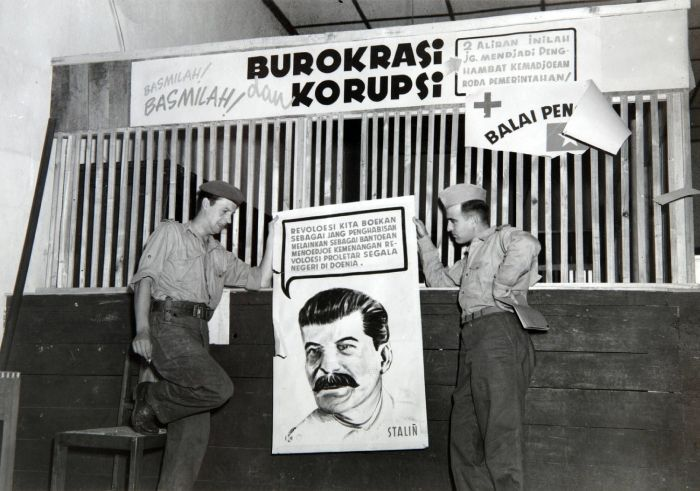
Портрет Сталина с атрибутируемой ему цитатой «о победе пролетарской революции во всех штатах Индонезии» в райкоме комсомола Сукабуми.

Портреты Сталина некоторые жители России размещают на одежде — например, на футболках.
В постсоветской России существует неканоническая практика изображения Сталина на православных иконах, которые потом освящают в храмах. Писатель Александр Проханов освятил в Святском монастыре в Брянске икону с изображением Сталина в окружении маршалов Победы. В 2015 году с этой иконой отслужил молебен афонский иеромонах Афиноген вопреки позиции Белгородской митрополии, которая напомнила, что некоторые из изображенных на этой картине были «откровенными гонителями церкви».

## Отношение И. В. Сталина к культу личности
Н. С. Хрущёв, развенчивая культ личности в своём знаменитом докладе на XX съезде КПСС, утверждал, что И. В. Сталин всячески поощрял такое положение вещей. Так, Н. С. Хрущёв заявил, что редактируя подготовленную к печати собственную биографию, И. В. Сталин вписывал туда целые страницы, где называл себя вождём народов, великим полководцем, высочайшим теоретиком марксизма, гениальным учёным и т. д. В частности, Н. С. Хрущёв утверждал, что самим И. В. Сталиным был вписан следующий отрывок: «Мастерски выполняя задачи вождя партии и народа, имея полную поддержку всего советского народа, Сталин, однако, не допускал в своей деятельности и тени самомнения, зазнайства, самолюбования».
На замечание Лиона Фейхтвангера «о безвкусном, преувеличенном преклонении перед его личностью», И. В. Сталин «пожал плечами» и «извинил своих крестьян и рабочих тем, что они были слишком заняты другими делами и не могли развить в себе хороший вкус».
В то же время известно, что И. В. Сталин пресекал некоторые акты своего восхваления. Так, по словам писателя О. С. Смысловского, первые эскизы орденов Победы и Славы были выполнены с профилем И. В. Сталина, однако Сталин якобы попросил заменить его профиль на Спасскую башню. В 1949 году, когда МГУ хотели присвоить его имя, И. В. Сталин категорически возразил: «Главный университет страны может носить лишь одно имя — Ломоносова».
Современные исследователи сталинской эпохи считают, что подобные действия должны были символизировать так называемую «сталинскую скромность» — одну из сталинских идеологем, важную часть его образа, подчеркивавшуюся пропагандой. По словам немецкого историка Яна Плампера «сложился образ Сталина, находившегося в откровенной оппозиции к своему собственному культу или в лучшем случае неохотно его терпевшего». Российская исследовательница Ольга Эдельман считает феномен «сталинской скромности» хитрым политическим ходом, позволявшим Сталину под видом нежелания «выпячивать» свою личность пресекать излишнее любопытство касательно своего прошлого, заодно оставляя себе возможность отбирать то, что он сам считал годным для печати, и таким образом самому формировать свой общественный образ.
Публичное поведение Сталина также играло важную роль. Согласно воспоминаниям:

Возьмем, например, его [Сталина] проходы по коридорам Кремля. Это было одним из своеобразных ритуалов его культа. Идешь с бумагами, смотришь: сам, в окружении охраны. Впереди Сталина метрах в 25-30 шел один охранник. А за ним примерно в двух метрах шло ещё два человека. Полагалось стать к стене спиной, держать руки на виду и ждать, когда он пройдет.
Насчет того, как здороваться, никаких указаний не существовало. Я, к примеру, когда он проходил мимо меня, говорил: «Здравствуйте, товарищ Сталин». Он в ответ поднимал правую руку и молча шел дальше. Шел уверенно, размеренно, спокойно, причем смотрел не на того, кто с ним здоровался, а куда-то вдаль, впереди себя. Выражение лица было такое значительное, что я тогда думал: наверное, голова у него занята какими-то особыми мыслями, до которых нам, смертным, и не додуматься никогда.— Михаил Смиртюков. Воспоминания заместителя заведующего секретариатом Совнаркома СССР

## Десталинизация
Самым известным разоблачителем культа личности был Н. С. Хрущёв, выступивший в 1956 году на XX съезде КПСС с докладом «О культе личности и его последствиях», в котором он развенчал культ личности покойного И. В. Сталина. Н. С. Хрущёв, в частности, сказал:

Культ личности приобрёл такие чудовищные размеры главным образом потому, что сам Сталин всячески поощрял и поддерживал возвеличивание его персоны. Об этом свидетельствуют многочисленные факты. Одним из наиболее характерных проявлений самовосхваления и отсутствия элементарной скромности у Сталина является издание его «Краткой биографии», вышедшей в свет в 1948 году.
Эта книга представляет собой выражение самой безудержной лести, образец обожествления человека, превращения его в непогрешимого мудреца, самого «великого вождя» и «непревзойдённого полководца всех времён и народов». Не было уже других слов, чтобы ещё больше восхвалять роль Сталина.
Нет необходимости цитировать тошнотворно-льстивые характеристики, нагромождённые в этой книге одна на другую. Следует только подчеркнуть, что все они одобрены и отредактированы лично Сталиным, а некоторые из них собственноручно вписаны им в макет книги.

В своём докладе Н. С. Хрущев выделил кинематограф как один из инструментов насаждения культа личности; в последующие пять лет художественные фильмы, где присутствовала фигура И. В. Сталина, не демонстрировались.
В 1961 году тело И. В. Сталина было вынесено из Мавзолея Ленина — Сталина. Прошли массовые переименования. В частности, город Сталинград был переименован в Волгоград, столица Таджикской ССР Сталинабад — в Душанбе. Почти повсеместно в 1956—1963 годах был произведен демонтаж памятников И. В. Сталину. По решению правительства многие художественные киноленты были подвергнуты цензуре и освобождены от «навязчивого образа» (И. В. Сталина).
В 1962 году были переименованы паровозы ИС (Иосиф Сталин) в ФДп (Феликс Дзержинский, пассажирский вариант) и прочие объекты.

### Перестройка
В годы правления Л. И. Брежнева не было ни дальнейших разоблачений, ни возрождения культа; дабы не накалять страсти в обществе по поводу столь противоречивой и резонансной темы, о И. В. Сталине без лишнего повода старались просто не вспоминать. О нём осталась нейтральная статья в Большой советской энциклопедии. В 1979 году сообщили о 100-летии И. В. Сталина в советских СМИ, но особых торжеств не устраивали.
Первое время после прихода к власти М. С. Горбачёва политика в отношении Сталина и его эпохи оставалась как при Брежневе. 9 мая 1985 года в речи, посвященной 40-летию Победы, Горбачёв упомянул Сталина в комплиментарном тоне. Однако с 1987 года ситуация резко изменилась: на волне «перестройки» и «гласности» тема И. В. Сталина и его правления вновь стала одной из самых обсуждаемых в обществе, начался новый этап «десталинизации».

## Галерея

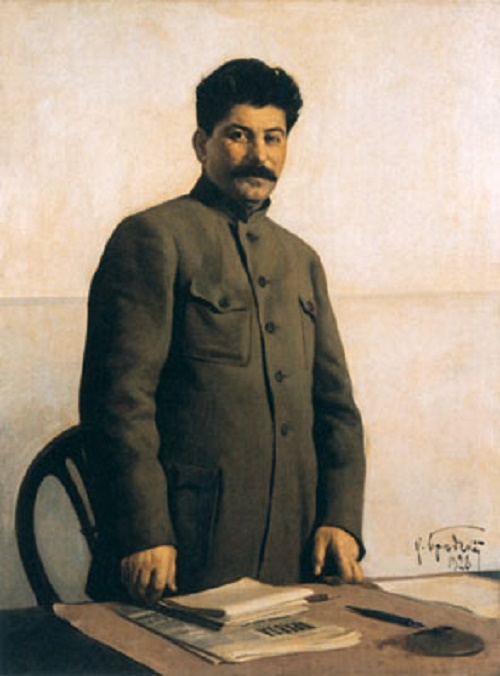
И. Бродский. Портрет Сталина
Сталин и Горький, Обложка журнала «Огонёк» 1934 года  в 1934 году
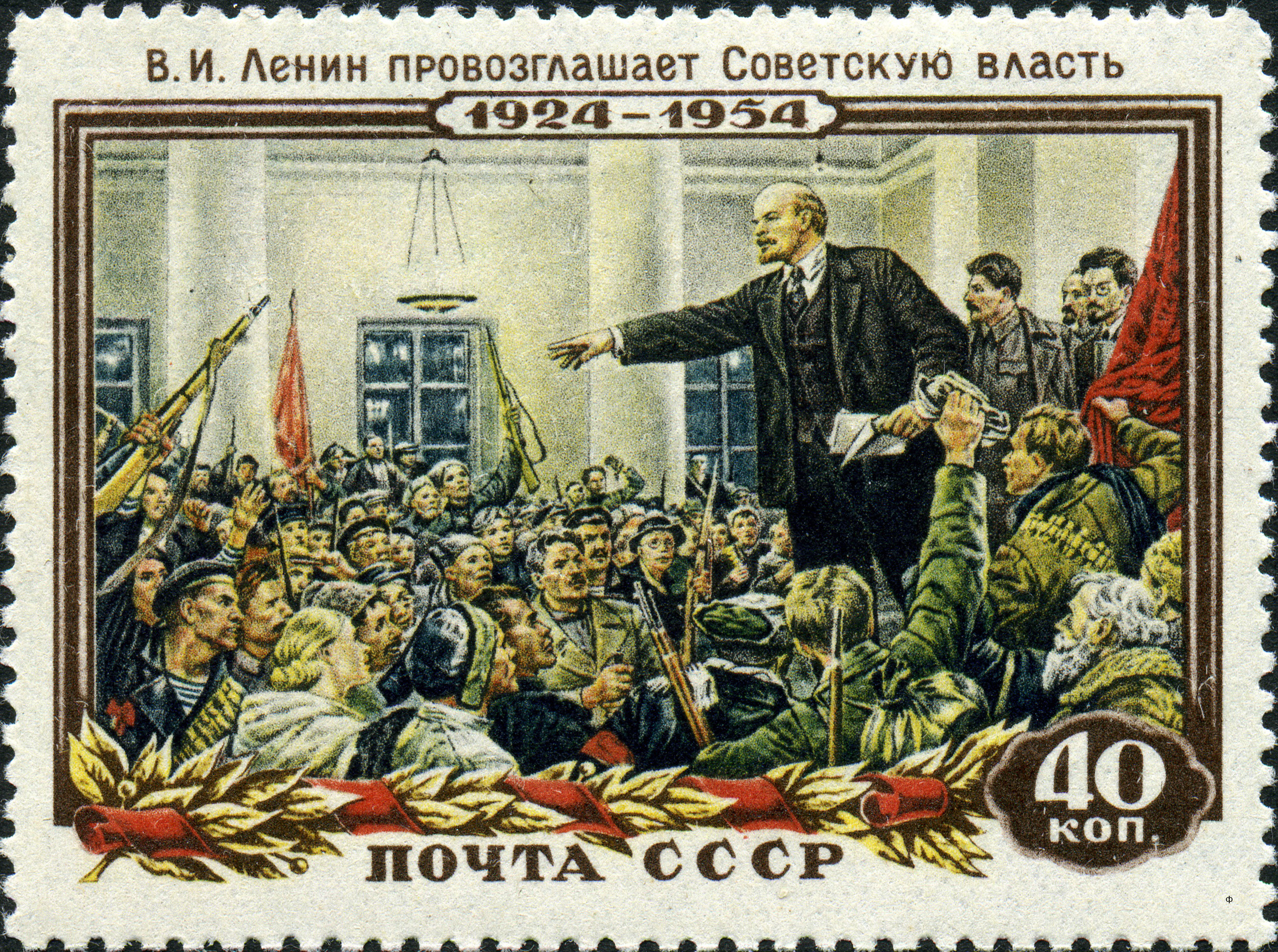
Сталин на картине В. А. Серова «Ленин провозглашает Советскую власть». Марка СССР, 1954 г.
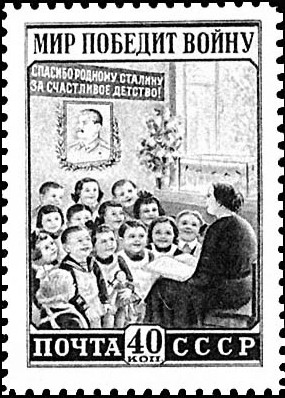
«Мир победит войну». В детском саду: «Спасибо родному Сталину за счастливое детство». Художник Е. Буланова  (ЦФА [АО «Марка»] № 1561)
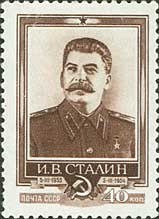
Посмертная марка Сталина (1954)
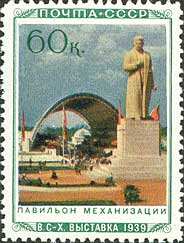
Марка СССР с памятником Сталина на ВСХВ у Павильона механизации (1940)
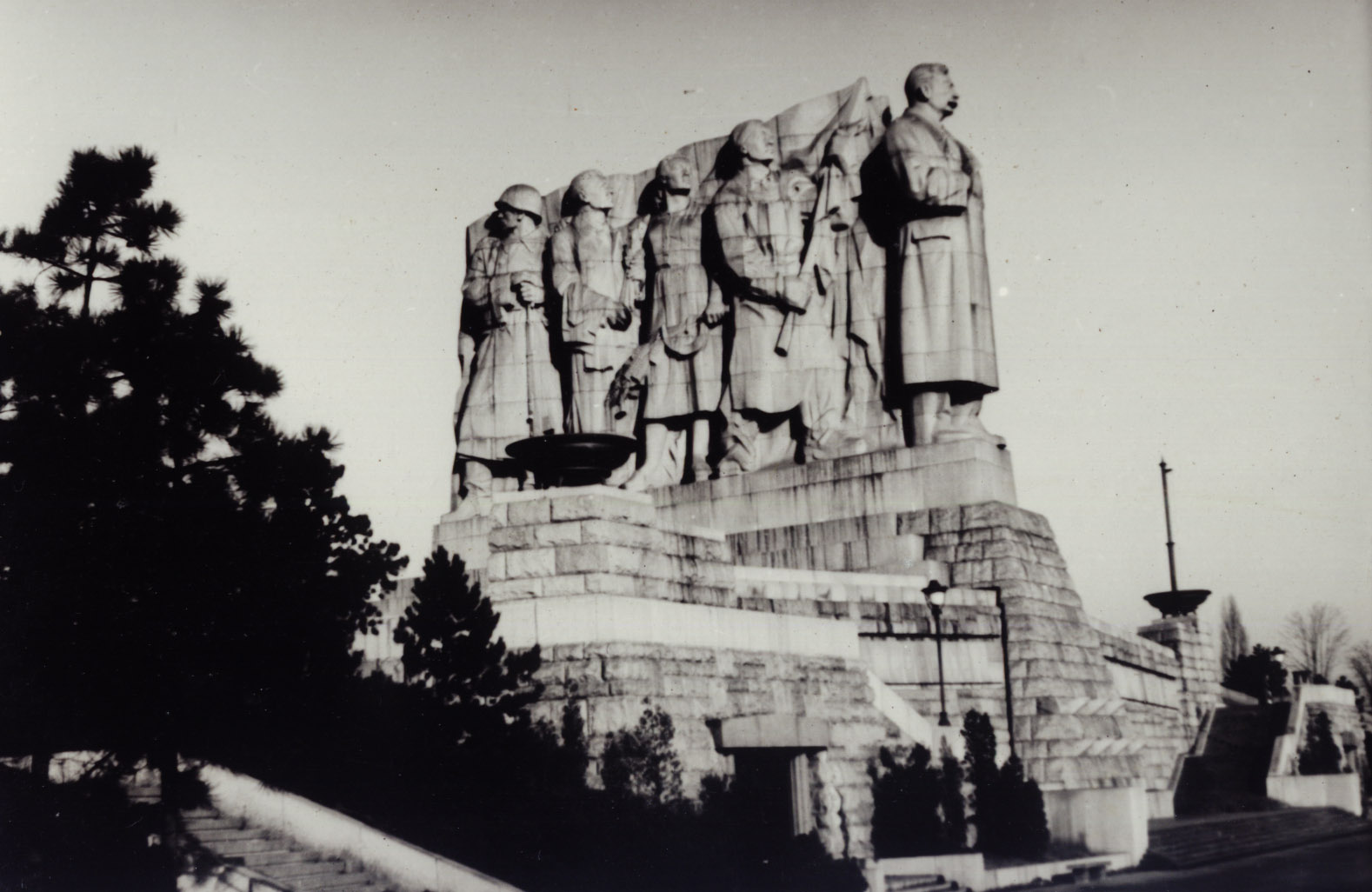
Памятник Сталину в Праге (1955—1962)
Памятник Сталину в Сталинграде на канале Волга-Дон
Памятник Сталину в городе Гори, Грузия — последний снесённый из крупных (снесён в июне 2010)
Памятник Сталину в городе Кургане
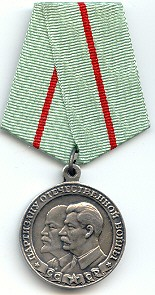
Медаль «Партизану Отечественной войны»
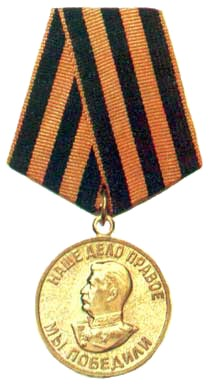
Медаль «За победу над Германией в Великой Отечественной войне 1941—1945 гг.»
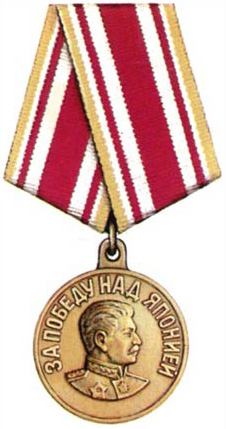
Медаль «За победу над Японией»
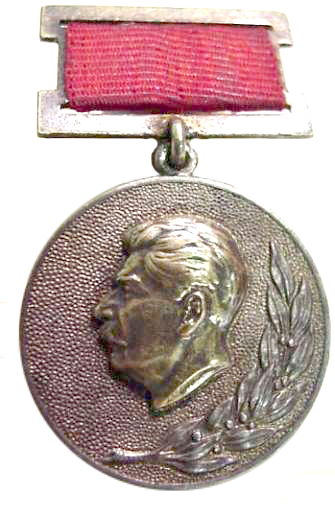
Медаль Сталинской премии